# Ungmennafélagið Tindastóll
L'UMF Tindastóll est un club omnisports basé à Sauðárkrókur fondé en 1907. Sa section football évolue en 2. deild karla. Le club dispose également d'une section basket-ball.

## Palmarès
- Championnat d'Islande de football D3
  - Champion : 1992, 1999, 2011

- Championnat d'Islande de football D4
  - Champion : 2016